# Festa de L’Unità

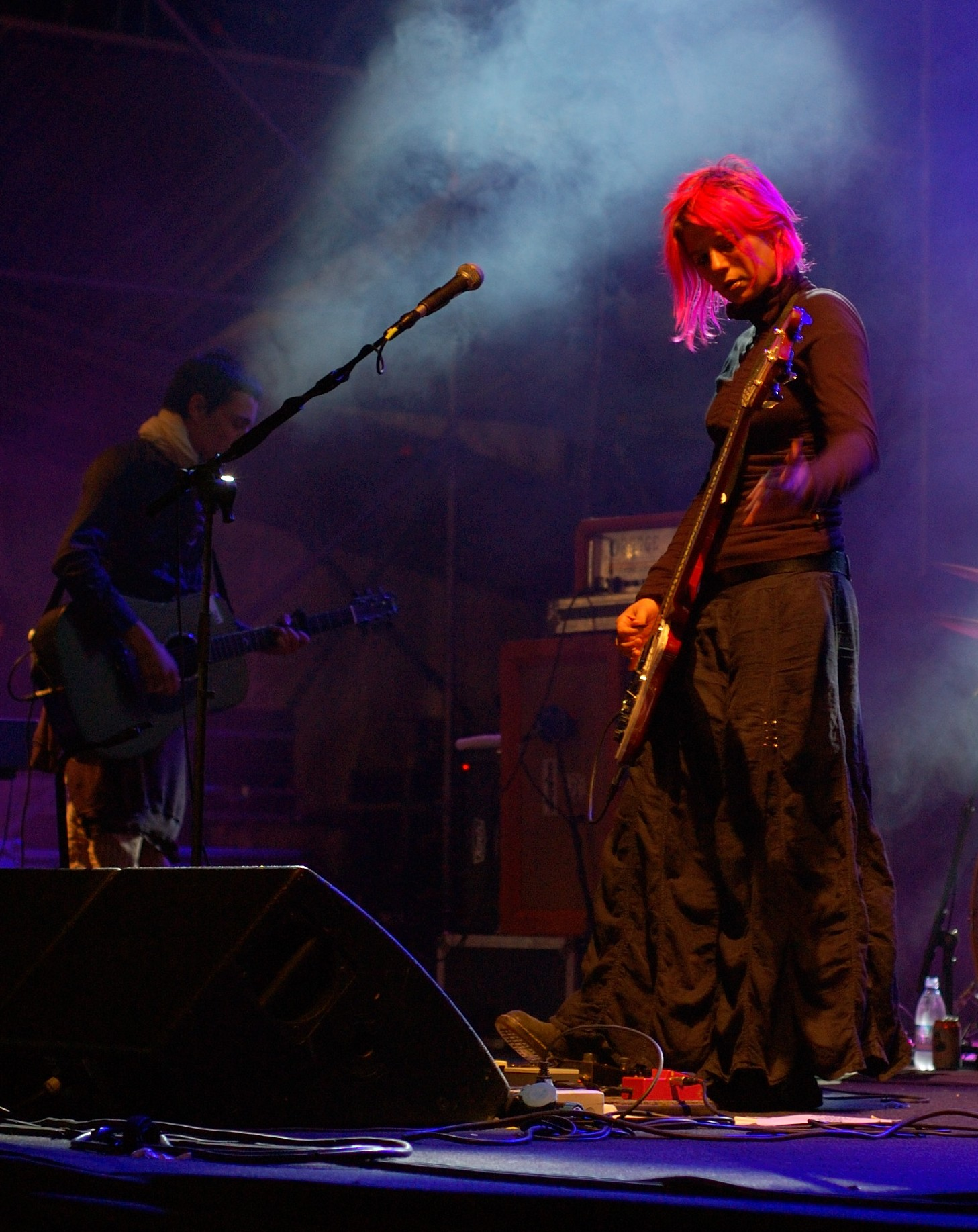
Roberta Sammarelli bei der Festa de l’Unità, Modena, 2007

Als  Festa de L’Unità, heute meist Festa de l’Unità (Fest der Einheit), werden die in zahlreichen italienischen Gemeinden von der Kommunistischen Partei Italiens (PCI) und ihren sozialdemokratischen Nachfolgeparteien veranstalteten Sommerfeste bezeichnet, die ursprünglich zugunsten der Parteizeitung L’Unità abgehalten wurden. Es gibt lokale, regionale, themenbezogene, aber auch nationale Feste dieses Namens.

## Geschichte
Als Vorbild fungierte die seit den 1930er Jahren erfolgreiche Fête de l’Humanité in Frankreich. Ursprünglicher Zweck des Pressefestes war die Finanzierung der Parteizeitung L’Unità. Das erste dieser Feste fand 1945 in den Gemeinden Mariano Comense und  Lentate sul Seveso statt. Im Laufe der Zeit wurde diese Art der Veranstaltung zu einer Hauptfinanzierungsquelle der Partei, vor allem auf lokaler Ebene. Und es wurde zu einem Volksfest, dessen Publikum weit über die Anhängerschaft der PCI hinausging.
Im Rahmen des Partito Democratico wurde ein paar Jahre lang eine Festa Democratica veranstaltet, seit 2014 findet das Fest wieder unter dem traditionellen Namen statt.
Auf Provinzniveau lebt zum Teil der alte Name noch fort.

## Das Fest in der Populärkultur
Das Fest kommt in zahlreichen Filmen vor, etwa in
- Prima della rivoluzione (1964) von Bernardo Bertolucci
- Dramma della gelosia - Tutti i particolari in cronaca (1970) von  Ettore Scola
- La patata bollente (1979) von Steno
- Zitti e mosca (1991) di Alessandro Benvenuti
- Gli ultimi (2004), von Riccardo Marchesini